# Аутобиографија утопљенице
„Аутобиографија утопљенице“ је југословенски филм из 1964. године. Режирао га је Иван Хетрих, а сценарио је писао Бранко Белан.

## Улоге
| Глумац           | Улога             |
| ---------------- | ----------------- |
| Љуба Тадић       | Митар Балабан     |
| Татјана Бељакова | Барбара фон Брент |
| Вања Драх        | Перица            |
| Реља Башић       |                   |
| Адем Чејван      |                   |
| Дубравка Гал     |                   |
| Златко Мадунић   |                   |
| Никша Стефанини  |                   |
| Звонко Стрмац    |                   |